# Concilio de Roma (896)
El año 896 o 897 el Papa Esteban VII convocó un concilio en Roma en el que hizo traer el cuerpo del Papa Formoso, que había hecho desenterrar.
Le reprendió por haber dejado el Obispado de Oporto, por usurpar el de Roma como si hubiera podido oírlo, le condenó después, le despojó de las vestiduras Sagradas de que estaba revestido, le hizo cortar tres dedos y en fin la cabeza y arrojar después el cuerpo en el Tíber. También depuso Esteban a todos los que Formoso había ordenado. 
Pero este Papa sufrió bien pronto la pena de estas horribles violencias porque fue echado por el partido contrario, puesto en prisión y despedazado después. 